# Ummidia
Ummidia is een spinnengeslacht uit de familie valdeurspinnen (Ctenizidae).

## Soorten
- Ummidia absoluta (Gertsch & Mulaik, 1940)
- Ummidia aedificatoria (Westwood, 1840)
- Ummidia armata (Ausserer, 1875)
- Ummidia asperula (Simon, 1889)
- Ummidia audouini (Lucas, 1835)
- Ummidia beatula (Gertsch & Mulaik, 1940)
- Ummidia carabivora (Atkinson, 1886)
  - Ummidia carabivora emarginata (Atkinson, 1886)
- Ummidia celsa (Gertsch & Mulaik, 1940)
- Ummidia erema (Chamberlin, 1925)
- Ummidia funerea (Gertsch, 1936)
- Ummidia gandjinoi (Andreeva, 1968)
- Ummidia glabra (Doleschall, 1871)
- Ummidia modesta (Banks, 1901)
- Ummidia nidulans (Fabricius, 1787)
- Ummidia oaxacana (Chamberlin, 1925)
- Ummidia occidentalis (Simon, 1909)
- Ummidia pustulosa (Becker, 1879)
- Ummidia pygmaea (Chamberlin & Ivie, 1945)
- Ummidia rugosa (Karsch, 1880)
- Ummidia salebrosa (Simon, 1891)
- Ummidia tuobita (Chamberlin, 1917)
- Ummidia zebrina (F. O. P.-Cambridge, 1897)
- Ummidia zilchi Kraus, 1955